# Ryūzō Kikushima
Ryuzo Kikushima (菊島 隆三 Kikushima Ryūzō?, n. 28 ianuarie 1914, Kofu, Japonia – d. 18 martie 1989) a fost un scenarist și producător de film japonez, care este cunoscut în calitate de coscenarist al mai multor filme regizate de Akira Kurosawa, precum Tronul însângerat, Cetatea ascunsă, Yojimbo, Sanjuro, Între cer și pământ și Barbă Roșie. El a produs, de asemenea, unele filme ale lui Kurosawa de la începutul anilor 1960. În afară de contribuția sa la filmele lui Kurosawa, Kikushima a scris, singur sau în colaborare, scenariile unor filme precum Tora! Tora! Tora! al lui Richard Fleischer, Arashi și Nașterea Japoniei ale lui Hiroshi Inagaki și Când o femeie urcă scările al lui Mikio Naruse, la care a contribuit și ca producător.

## Biografie
Kikushima era un tânăr scriitor în vârstă de 35 de ani, atunci când cineastul Akira Kurosawa i-a remarcat talentul și l-a luat sub îndrumarea sa. Kurosawa avea nevoie de un coscenarist pentru filmul Câinele vagabond (1949) și l-a ales pe Kikushima, deși acesta din urmă nu scrisese până atunci niciun scenariu. Cei doi au colaborat la o duzină de scenarii, iar la începutul anilor 1960 Kurosawa l-a desemnat pe Kikushima ca producător al unor filme ca Yojimbo (1961) și Sanjuro (1962).
În timpul lucrului la scenariul filmului Tronul însângerat (1957) Kurosawa și Kikushima au dormit în aceeași cameră deoarece sforăiau puternic, iar, potrivit lui Hideo Oguni, fiecare dintre ei s-a plâns de sforăitul celuilalt.
Relația dintre cei doi s-a răcit la sfârșitul anilor 1960, iar Kurosawa și Kikushima s-au despărțit. Separarea a avut loc în timpul filmării coproducției Tora! Tora! Tora!, când Kurosawa a fost concediat de compania americană 20th Century Fox, iar Kikushima a demisionat din cadrul companiei Kurosawa Production și a continuat să lucreze la scenariul filmului, spre deosebire de coscenaristul Hideo Oguni. Într-o conferință de presă organizată cu acest prilej Kikushima a afirmat că Kurosawa ar fi nevrotic și că era „imposibil să lucrezi cu el”. Ruperea colaborării cu Kikushima l-a rănit profund pe Kurosawa, iar cei doi nu au mai colaborat niciodată.
În 2013 Kikushima și alți doi scenariști colaboratori frecvenți ai lui Kurosawa, Shinobu Hashimoto și Hideo Oguni, au fost distinși cu premiul Jean Renoir de către Writers Guild of America West.

## Filmografie selectivă

### Scenarist
- 1957: Tronul însângerat (蜘蛛巣城 Kumonosu-jō?), regizat de Akira Kurosawa[11]
- 1961: Yojimbo, regizat de Akira Kurosawa
- 1962: Sanjuro, regizat de Akira Kurosawa[12]
- 1963: Între cer și pământ, regizat de Akira Kurosawa
- 1965: Barbă Roșie, regizat de Akira Kurosawa[13]
- 1970: Tora! Tora! Tora!, regizat de Richard Fleischer, Kinji Fukasaku și Toshio Masuda

### Producător
- 1961: Yojimbo, regizat de Akira Kurosawa
- 1962: Sanjuro, regizat de Akira Kurosawa[12]
- 1963: Între cer și pământ, regizat de Akira Kurosawa
- 1965: Barbă Roșie, regizat de Akira Kurosawa[13]

## Legături externe
- Ryūzō Kikushima la Internet Movie Database